# أكسل براون
أكسل براون (بالإيطالية: Axel Braun) (و. 1966  م) هو مخرج أفلام، وكاتب سيناريو، ومونتير، ومؤلفو موسيقى تصويرية إيطالي، ولد في روما.

## جوائز
حصل على جوائز منها:
- List of members of the XRCO Hall of Fame [الإنجليزية]‏ (2014)
- عضو قاعة مشاهير مجلة أخبار أفلام البالغين  [لغات أخرى]‏ (2011).

## وصلات خارجية
- أكسل براون على موقع IMDb (الإنجليزية)
- أكسل براون على موقع ألو سيني (الفرنسية)
- أكسل براون على موقع قاعدة بيانات الفيلم (الإنجليزية)
- أكسل براون على موقع كينوبويسك (الروسية)

- أكسل براون في قاعدة بيانات الأفلام على الإنترنت